# Florian Wörner
Florian Wörner, né le 5 février 1970 à Garmisch-Partenkirchen (Bavière, Allemagne), est un prélat catholique allemand, évêque auxiliaire d'Augsbourg depuis 2012.

## Biographie
Florian Wörner entre au séminaire d'Augsbourg en 1990, après avoir obtenu son diplôme de l'école bénédictine d'Ettal, et étudie la théologie catholique et la philosophie à Augsbourg et Innsbruck. Il est ordonné prêtre le 4 mai 1997, en la cathédrale d'Augsbourg. Il est d'abord nommé prêtre de l'église du Sacré-Cœur d'Augsbourg puis devient aumônier à Oberstdorf et à Kempten. 
Depuis 2006, il est à la tête de l'Office épiscopal de la jeunesse d'Augsbourg et pasteur diocésain pour la jeunesse. En 2012, il est nommé à la tête de l'Institut pour l'évangélisation.
Le 5 juin 2012, le P. Wörner est nommé évêque titulaire d'Hierpiniana (de) et évêque auxiliaire d'Augsbourg par le pape Benoît XVI. Il reçoit alors sa consécration épiscopale de Mgr Konrad Zdarsa, le 28 juillet de la même année, en la cathédrale d'Augsbourg. Ses co-consécrateurs sont NN.SS. Anton Losinger et Josef Grünwald (de).